# Berluti

Vorheriges Logo

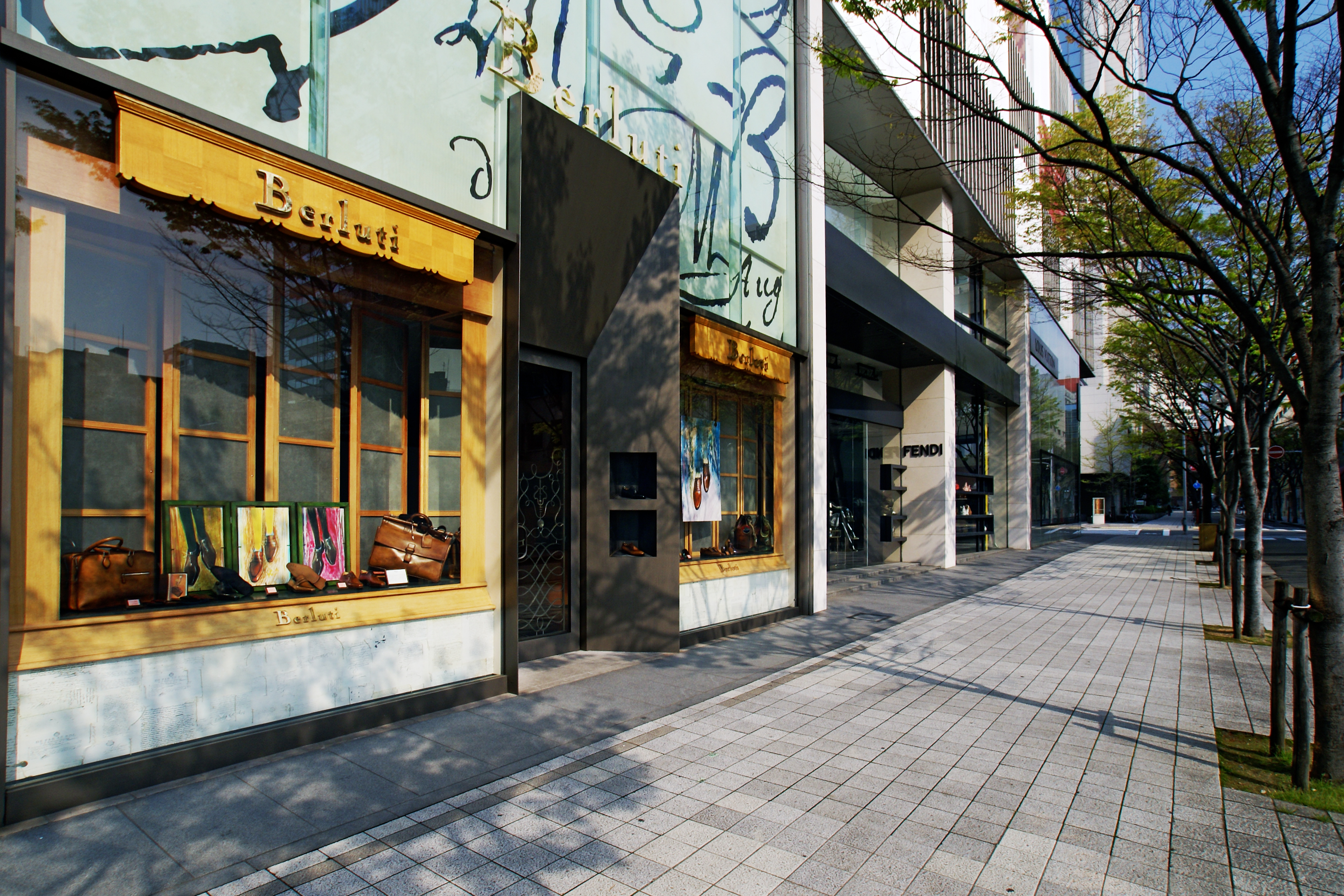
Berluti-Boutique in Kōbe

Berluti ist eine 1895 von dem Italiener Alessandro Berluti in Paris gegründetes Modelabel. Neben maßangefertigen und konfektionierten Herren-Schuhen im obersten Preissegment stellt Berluti seit 2005 auch Lederwaren und seit 2011 Bekleidung für Herren her und verkauft sie über ein Netzwerk von Berluti-Boutiquen weltweit. Das Unternehmen gehört seit 1993 zum französischen Luxusgüter-Konzern LVMH.

## Unternehmensgeschichte
Das Unternehmen wurde 1895 von dem gelernten Schreiner Alessandro Berluti (1865–1922), der aus dem italienischen Senigallia stammte und nach Frankreich ausgewandert war, in Paris gegründet. Zunächst fertigte er Bühnenschuhe für eine aus Italien stammende Schauspieltruppe an und produzierte nach einigen Jahren im Gewerbe hochwertige Maßschuhe für den Endverbraucher. Bei der Weltausstellung in Paris 1900 präsentierte er seine exklusiven Schuh-Modelle. 1905 kehrte Berluti nach Italien zurück und führte sein Schuh-Geschäft in Senigallia fort. 1928 zog Alessandros Sohn Torello nach Paris und eröffnete in der Pariser Rue du Mont-Thabor nahe der Place Vendôme eine Berluti-Boutique. In den 1950er Jahren machte die Vergrößerung des Betriebes einen Umzug in die Rue Marbeuf, einer Seitenstraße der Avenue des Champs Élysées, nötig, wo sich bis heute der Berluti-Firmensitz befindet. 1959 übernahm Torellos Sohn Talbinio, eigentlich Architekt, die Firma und führte neben den bestehenden Maßschuhen eine Kollektion von Konfektions-Schuhen ein, die nicht mehr maßgefertigt werden mussten. Seit 1980 führt das Unternehmen Olga Berluti (* 1945), eine aus Parma stammende Nichte von Torello und Kusine von Talbinio Berluti, die eigentlich Kostümbildnerin ist, aber schon seit ihrer Jugend im Unternehmen arbeitet und sich heute zu einer der wenigen Maß-Schuhmacherinnen der Welt zählen kann. Andy Warhol war bereits 1962 Berluti-Kunde und ließ sich von der damals 17-jährigen Olga Berluti spitzförmige Maßschuhe anpassen. Zum Kundenkreis von Berluti gehörten im Laufe der Zeit unter anderem der Herzog von Windsor, Yul Brynner, Robert De Niro, Jean Cocteau und Gérard Depardieu.
1993 wurde Berluti von dem französischen Luxusgüter-Konzern und dessen Vorstandsvorsitzendem Bernard Arnault aufgekauft und als Luxusmarke in das LVMH-Portfolio integriert. Mit der Unternehmensübernahme durch LVMH und den damit verbundenen finanziellen Mitteln wurde die internationale Expansion vorangetrieben und weitere Berluti-Boutiquen weltweit eröffnet. Im Jahr 2005 wurde das Sortiment um hochpreisige Lederwaren wie Gürtel, Taschen und Geldbeutel erweitert.

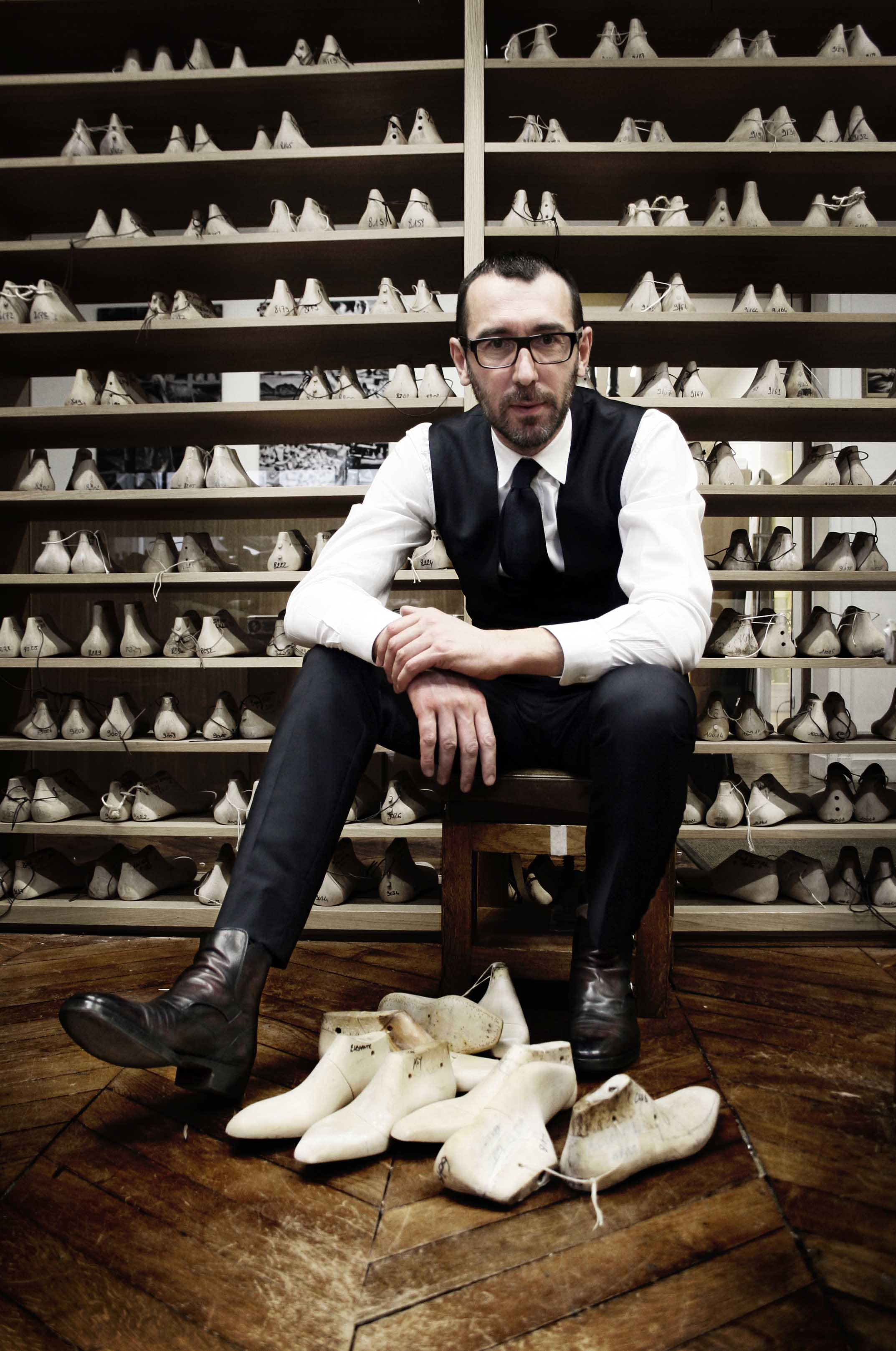
Alessandro Sartori als Kreativdirektor von Berluti, 2012

Berluti ist bekannt für traditionelle Handwerkskunst und den Einsatz von hochwertigen und unterschiedlichen Ledermaterialien (darunter Alligator oder Strauß), die auf eigens entwickelte – und bisweilen unkonventionelle – Weise oberflächen-behandelt und je nach Kollektion ggf. verziert werden. Maßangefertigte Schuhe von Berluti, für die mehr als 250 Arbeitsschritte veranschlagt werden, liegen preislich jenseits der 3.000 Euro pro Paar. Schuhe aus der Konfektions-Kollektion sind ab ca. 750 Euro zu kaufen. Die Marke wird nur streng limitiert über das eigene Boutiquen-Netzwerk vertrieben. 2012 existierten insgesamt ca. 35 Berluti-Boutiquen in Paris, Cannes, London, Mailand, Moskau, Beirut, Doha, Dubai, New York City sowie in Japan, China, Hongkong, Südkorea und Singapur. 2013 eröffnete das Unternehmen ein drittes Pariser Ladengeschäft in der Rue du Faubourg Saint-Honoré an, wo sich bis dato eine Façonnable-Boutique befand.
Die Unternehmenszentrale und der Flagship-Store befinden sich nach wie vor in der 26, rue Marbeuf in Paris. Ihr großzügiges Atelier hat Olga Berluti Anfang der 2000er Jahre im Marais-Viertel eingerichtet. Das Unternehmen unterhält seit 1992 den Swann Club, zu dem Mitte der 2000er Jahre 100 Mitglieder, nämlich die besten Berluti-Kunden, eingeladen wurden. Seit Frühjahr 2011 wird Berluti von Bernard Arnaults Sohn Antoine Arnault (* 1977) geleitet. Mit der Anstellung des italienischen Modedesigners Alessandro Sartori, der zuvor für Z Zegna tätig war, wurde das Berluti-Sortiment Mitte 2011 um eine exklusive Herrenbekleidungs-Linie erweitert. Um die Herrenmodelinie zu entwickeln, kaufte LVMH im Juni 2011 den 1933 gegründeten Pariser Edel-Herrenschneider Arnys auf. Die erste Berluti-Mode wurde im Januar 2012 für die Saison Herbst/Winter 2012/13 im Rahmen der Pariser Modenschauen in einer Präsentation vorgestellt. Im Juli 2012 wurde von LVMH zudem die 2004 gegründete Firma des hoch gelobten Pariser Schuhmachers Anthony Delos (* 1978) mit Namen Anthony Delos Bottier & Cie und Werkstatt in Rosiers-sur-Loire bei Angers aufgekauft und in den Berluti-Betrieb integriert. Delos selbst ist nun Angestellter bei Berluti.

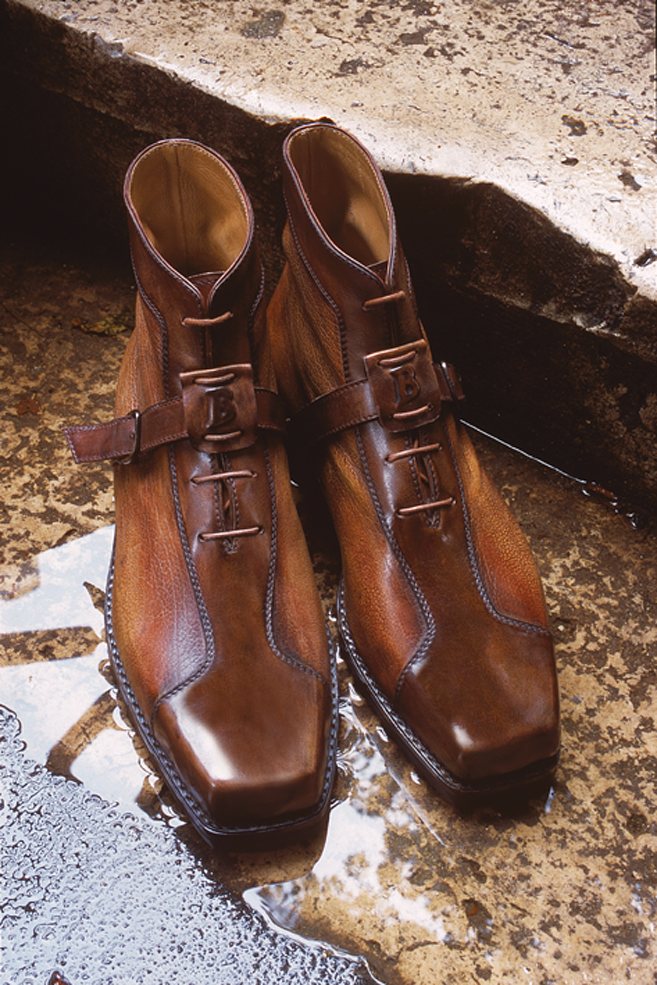
Schuhe von Berluti, 2008

Die Berluti-Umsätze entwickelten sich von 30 Millionen Euro im Jahr 2011 zu mehr als 100 Millionen Euro im Jahr 2015, allerdings wurden dabei keine Gewinne erwirtschaftet. Sartori verließ das Unternehmen Anfang 2016 und wechselte zurück zu Zegna. Im September 2016 wurde der kolumbianisch-französische Modedesigner Haider Ackermann zum Berluti-Chefdesigner bestellt. 2017 eröffnete Berluti einen Onlineshop, der die zu dem Zeitpunkt 45 bestehenden Berluti-Ladengeschäfte ergänzt. Auf Ackermann, der sich auf seine eigene Modemarke konzentriert, folgte Mitte 2018 Kris Van Assche. Letzterer zeigte im Januar 2019 seine erste vollständige Berluti-Kollektion für die Saison Herbst/Winter 2019 in Paris. Van Assche schied im April 2021 bei Berluti aus. Ein Nachfolger wurde nicht ernannt. 2024 übernahm Jean-Marc Mansfeld den Posten als CEO von Antoine Arnault, Arnault blieb Aufsichtsratsvorsitzender des Unternehmens.

## Sonstiges
Der Berluti-Knoten wurde in den 1970er Jahren von Olga Berluti vorgestellt. Er soll verhindern, dass sich Schnürsenkel von selbst lösen. Tatsächlich war der Knoten aber bereits zuvor unter dem Namen „Doppelter Schnürsenkelknoten“ (“Double Shoestring Knot”, Ashley-Nr. 1216) bekannt.